# Фіннур Магнуссон
Фіннур Магнуссон, іноді згадується за данською версією його імені Фінно Магнусун, Фінн Магнуссен або Магнусен (27 серпня 1781 — 24 грудня 1847) — ісландський учений й археолог, професор Копенгагенського університету.

## Біографія
Фіннур Магнуссон народився у Скалгольті, Ісландія. Він був онуком Фіннура Йоунссона, єпископа Скалгольта. Він стверджував, що походить від Арі Марссона, який, згідно з «Ланднамабоком» відкрив Гвітраманналенд поблизу Вінланда.
Фіннур вивчав право у Копенгагенському університеті та повернувся до Ісландії, щоб працювати у Рейк'явіку, де він став клерком у вищому суді у 1806 році. У 1812 році він повернувся до Данії, щоб вивчати давньоскандинавську літературу й історію, а у 1815 році став професором літератури у Копенгагені. У 1819 році йому доручили читати лекції зі скандинавської літератури та міфології в університеті та Академії мистецтв. У 1823 році він отримав посаду в приватному архіві короля, а у 1829 році став його керівником. У 1836 році він захистив докторський ступінь. Він представляв Ісландію та Фарери в Østifternes Stænderforsamling, у 1839 році отримав призначення представляти їх у Данській провінційній дорадчій раді (Rådgivende provinsialstænderforsamlinger).
Він був членом-засновником Ісландського літературного товариства (Hið Íslenzka Bókmenntafélag, Det Islandske Litterære Selskab), протягом десяти років узагальнював вітчизняні та світові новини для його щорічного видання «Íslenzk sagnablöð» і написав перший випуск. Разом з Карлом Крістіаном Рафном та іншими він заснував Королівське скандинавське товариство стародавніх писань (Det Kongelige nordiske Oldskriftselskab). Він найбільше запам'ятався своїм перекладом і викладом «Старшої Едди». Його шедевр, вперше опублікований у 1824 році, був «Eddalæren og dens Oprindelse» («Еддичне знання та його походження»). У ній він одним із перших висунув романтичний, природо-міфологічний погляд на скандинавські міфи. Наприклад, він розглядав валькірій як небесні світила, такі як метеори та полярне сяйво. У 1836 році він був обраний членом Американського антикварного товариства.
Він цікавився і займався тлумаченням рун, але його знання у цій галузі були слабшими. Він назвав петрогліфи Дайтон-Рок у Род-Айленді рунічними. Він був залучений у наукову полеміку, коли стверджував, що розшифрував скальдичний рунічний вірш на скелі Рунамо у Швеції; у 1844 році було показано, що знаки були природними. Він також неправильно витлумачив руни Хреста Рутвелла.
Він не бачив конфлікту між данським й ісландським націоналізмом і вважав данську мову своєю другою рідною мовою; ще студентом, він опублікував книгу віршів данською мовою (Ubetydeligheder — Inconsequentialities, 1800), а також писав ісландську поезію.
У 1821 році він одружився з Ніколіні Фріденсберг (1804—1886), уродженка Рейк'явіка, але шлюб було розірвано у 1840 році. В останні роки життя він мав проблеми з грошима і продав ісландські рукописи зі своєї колекції до Бодліанської бібліотеки, Британського музею й Адвокатської бібліотеки в Единбурзі, очевидно, за завищеною ціною перші дві установи. Помер у Копенгагені.

## Вибіркові праці
- Udsigt over de kaukasiske Menneskestammers ældste Hjemsted og Udvandringer (1818)[12]
- Bidrag til nordisk Archæologie (1820), у якому він стверджував, що скандинавські міфи так само підходять для художнього зображення, як і грецькі
- Den Ældre Edda: En samling af de nordiske folks ældste sagn og sange (1821–23)[12]
  - Ravnes Одіна співав eller Fortale-Digtet
- Magnuson, F. (1822). De Annulo aureo Runicis Characteribus signato, nuper in Anglia invento, et pluribus ejusdem Generis, brevis Dissertatio. Archaeologia Aeliana Серія 1 . Том 1, стор. 136[6].
- Eddalæren og dens oprindelse (1824–26)[12]
- Priscae veterum borealium mythologiae lexicon (1828)
- Catalogus Criticus Et Historico-Literarius Codicum ClIII Manuscriptorum Borealium (1832)
- Grønlands historiske Mindesmærker (3 томи, 1838–42, з Карлом Крістіаном Рафном)[12]
- Runamo og Runerne (1841)
- Antiquités russes (2 томи, 1850–52, з Карлом Крістіаном Рафном)